# Smith & Wesson Модель 916
Smith & Wesson Модель 916 — помпова рушниця 12-го калібру, яку випускала компанія Smith & Wesson протягом 1970-х років.

## Історія
Noble Manufacturing Company з Хайденвілю у Вільямсбургу, штат Массачусетс, була невеликим виробником зброї, яка випускала рушниці та гвинтівки під набій .22 калібру. Noble заснована в 1943 році, збанкрутіла до середини 1971 року і припинила свою діяльність у 1973 році. В 1972 році Smith & Wesson—розташована у Спрингфілді, приблизно в 40 км від Хайденвілю—купила інструменти та патенти на виробництво помпової рушниці Noble Модель 66 12-калібру.
Smith & Wesson випускали дробовик, як Модель 916, а також спортивну версію (916), версію зі знімним стволом (916T) та тактичну версію (916A). Ця зброя мала низку різних проблем, зокрема рушниці відкликали через розрив стволів у версії 916T. Серія пізніше була знята з виробництва і замінена на помпову рушницю Модель 3000 та самозарядну рушницю Модель 1000.